# Glypta applanata
Glypta applanata là một loài tò vò trong họ Ichneumonidae.